# Bloons
Bloons est une série de jeux vidéo développée par Ninja Kiwi. Les jeux impliquent des joueurs utilisant des singes, armés de diverses armes, pour faire éclater autant de "bloons" (ballons) que possible. Ils comprennent la série Bloons, la série Bloons Tower Defense et plusieurs autres spin-offs. La plupart des jeux Bloons sont des jeux basés sur un navigateur qui utilisent Adobe Flash Player, bien que certains soient disponibles sur d'autres plateformes. Les jeux mobiles sont désormais distribués via l'App Store.

## Développement
Le premier jeu Bloons a été développé par Stephen et Chris Harris, deux frères néo-zélandais. Avant de travailler sur Bloons, la paire avait sorti Cash Sprint, un jeu de course qui réussit a incorporé des prix hebdomadaires. Après le succès de Cash Sprint, ils ont développé leur propre portail Web pour les jeux flash, mais n'ont pas réussi à obtenir le trafic nécessaire. Au lieu de cela, ils ont décidé de se concentrer sur leurs propres jeux et ont lancé un site Web Ninjakiwi.com avec cinq de leurs propres jeux. Le site a été un succès, ce qui a conduit à leur travail sur Bloons.
Le concept de base pour Bloons est venu de la femme de Stephen. Lorsque Stephen lui a demandé ce qui serait amusant dans un nouveau jeu, elle a évoqué des jeux de carnaval avec des fléchettes et des ballons,. La première version a été développée rapidement et le jeu est sorti en avril 2000. Il s'est avéré populaire, en particulier après avoir été récupéré par Digg, et a rapidement atteint environ 100 000 joueurs par jour,. En 2011, le jeu avait été joué plus de 3 milliards de fois.

## Série principale

### Bloons
La série Bloons est le regroupement original de jeux développés sous le nom de "Bloons". Dans tous les jeux principaux, le but est que le joueur nettoie l'aire de jeu de tous les Bloons (qui, comme implicite, ont des traits similaires aux ballons) en utilisant un nombre limité de fléchettes. Le joueur peut choisir la puissance, le but et d'autres facteurs impliquant le lancement des fléchettes; et donc le chemin qu'il suivra et quels Bloons il fera éclater. Il existe de nombreuses suites et retombées de cette série.

#### Système de jeu
Les jeux se composent de différents niveaux, chacun avec une disposition différente et unique de Bloons. Sur chacun, le joueur reçoit plusieurs fléchettes utilisées pour faire apparaître les Bloons à l'écran. Moins le joueur utilise de fléchettes, meilleur est son score pour ce niveau. Il y a beaucoup de stratégie impliquée, d'autant plus que certains Bloons ont des pouvoirs spéciaux ou affectent les fléchettes du joueur de manière utile et gênante. Par exemple, lorsque certains Bloons sont touchés, ils fournissent au joueur 3 fléchettes à tirer en même temps lors de son prochain tir. D'autres ont un effet de souffle de zone (encore une fois, lorsqu'il est touché) comme une bombe. Au fur et à mesure que de nouveaux jeux de la série se développaient, de plus en plus d'aspects du jeu ont été développés avec de nombreux nouveaux Bloons et niveaux introduits. Il existe également plusieurs "packs joueurs".

#### Jeux de la série
- Bloons
- Plus de bloons
- Encore plus de bloons
- Bloons Insanity
- Bloons Junior
- Bloons 2
- Pack de Noël Bloons 2
- Bloons 2 Spring Fling
- Pack de joueurs Bloons (1 à 5)
- Bloons Pop 3
- Bloons 4
- Bloons 5 [6]
- Bloons 6
- Bloons Battles

### Bloons Tower Defense
Dans la série Bloons Tower Defense (souvent en abrégé Bloons TD ou BTD), l'objectif principal du jeu est de faire éclater les Bloons ennemis avant qu'ils n'atteignent la fin du chemin sur l'écran de jeu. Le joueur a différents types de tours à sa disposition pour se défendre contre les Bloons, tels que les Dart Monkeys, les Tack Towers et le puissant Super Monkey,. Il existe également d'autres types de tours, tels que Ninja Monkeys et Sniper Monkeys, introduits dans les versions ultérieures du jeu. Chaque tour peut être achetée et améliorée avec de l'argent en jeu qui est gagné par divers moyens.
Il existe de nombreux types de Bloons, le Red Bloon étant le plus faible; les variantes les plus difficiles contiennent chacune une ou plusieurs plus faibles, libérées lorsque le Bloon contenant est sauté. Par exemple, le Green Bloon contient un Blue Bloon, qui contient un Red Bloon. Selon la difficulté et la version du jeu, le joueur dispose d'un certain nombre de "vies" disponibles. Différents types de Bloons consomment différents nombres de vies s'ils s'échappent, en fonction du nombre total de Bloons contenus à l'intérieur. Cependant, différents bloons ont des attributs spéciaux. Un bloon de plomb est immunisé contre les objets tranchants, et les bloons noirs sont immunisés contre les bombes comme les blancs le sont contre la glace. Il existe des types spéciaux de bloons tels que l'infâme "classe MOAB" (Massive Ornary Air Blimp, certains préfèrent l'appeler "Mother Of All Bloons) où le bloon ressemble à un dirigeable et prend de nombreux coups à vaincre, un exemple étant le ZOMG ou BFB (Zeppelin Of Mighty Gargantuanness ou Brutal Floating Behemoth). En général, les nouveaux jeux ont de plus en plus de types de bloon et de tour. 

#### Bloons Monkey City
Bloons Monkey City est un jeu mobile gratuit qui combine les bloons traditionnels TD avec un constructeur de ville. Plus vous capturez de parcelles, plus vous pouvez placer de bâtiments. Certains bâtiments nécessitent des tuiles spécifiques. Les bâtiments coûtent de l'argent en jeu et des gemmes qui sont acquises dans différents bâtiments et en capturant des tuiles. Les moulins à vent et les moulins à eau créent de l'énergie qui est utilisée par vos autres bâtiments. Plus vous progressez dans le jeu, plus vous pouvez construire de bâtiments et de villes. Les parcelles spéciales peuvent contenir des MOAB, des coffres, des bloons de camouflage, etc.

### Bloons Super Monkey
Bloons Super Monkey (souvent abrégé en BSM) est la deuxième série dérivée de Bloons à ce jour; c'est un Shoot 'em up avec deux installations jusqu'à présent.
L'objectif du jeu est de déplacer un super singe qui tire un flot de fléchettes pour faire éclater des bloons. Les faire sauter vous donne des power blops, qui sont utilisés pour acheter des améliorations. Si le singe ne parvient pas à éclater la quantité requise de bloons pour un certain niveau, le jeu est terminé. Le super singe manie des armes, qui peuvent être améliorées ou remplacées par une autre arme.
En novembre 2016, Bloons Super Monkey 2 est sorti sur l'App Store pour téléchargement en tant que suite du premier jeu.

## Jeux dérivés
- Dans Hot Air Bloon, les utilisateurs doivent faire éclater autant de Bloons que possible sans s'écraser sur les obstacles[14]. Les joueurs ont la possibilité d'enregistrer leurs scores dans la liste des meilleurs scores avec un compte de jeux Mochi existant.
- Dans Who Wants To Be A Bloonionaire, les utilisateurs répondent à dix questions dans un style similaire à Who Wants to be a Millionare avec deux indices[15]. S'ils ont tous répondu correctement, alors une bande-annonce de Bloons TD 5 est affichée.

## Accueil
Le site Web des médias techniques CNET a rendu un avis favorable sur les jeux Bloons Tower Defense pour iPhone, le décrivant comme ayant "presque tout du classique Web bien-aimé". L'article réfléchit négativement sur les contrôles, déclarant qu '"[ils] sont un peu capricieux", mais dans l'ensemble leur impression est positive, affirmant que le jeu est une introduction idéale au genre tower defense pour les jeunes enfants.